# سيرج بلوسون
سيرج بلوسون (بالفرنسية: Serge Blusson)‏ مواليد 7 مايو 1928 في باريس - الوفاة 14 مارس 1994 في فرنسا، كان دراج فرنسي. سبق أن شارك في دورة الألعاب الأولمبية الصيفية وفاز بميدالية أولمبية.

## الميداليات
| الميدالية | المسابقة                       |
| --------- | ------------------------------ |
| ذهبية     | الألعاب الأولمبية الصيفية 1948 |

## روابط خارجية
- سيرج بلوسون على موقع أرشيف الدراجات (الإنجليزية)
- سيرج بلوسون على موقع إحصائيات الدراجات الإحترافية (الإنجليزية)
- سيرج بلوسون على موقع CycleBase (الإنجليزية)
- سيرج بلوسون على موقع اللجنة الأولمبية الدولية (الإنجليزية)
- سيرج بلوسون على موقع أوليمبيديا (الإنجليزية)